# 麻錦
麻锦，大同右卫（今山西省右玉县）人，明朝将领。
其父麻禄，嘉靖年间为大同参将，跟随镇帅刘汉袭击板升，获胜。俺答汗围右卫，麻禄与副将尚表固守，乘机击斩蒙古部长，敌军引退。辛爱黄台吉攻打京东，麻禄以宣府副总兵入卫，此时麻锦为游击，父子都有却敌之功。麻锦年轻时与父亲从军征战，有战功。官至千总，协守大同右卫。千户魏昂因罪流亡入沙漠，引蒙古军至城下，挟取妻儿，麻锦伏甲将他擒获。俺答围城，他多次突围，城最终保住。后来因为杀人，和父亲都被夺官下吏。当时塞上用兵，麻锦父子兄弟都英勇敢战，于是枉法宽免。官至宣府游击将军。因勤王之功，进秩一等，升为大同参将。隆庆初年，进升为本镇副总兵，跟随赵岢出塞击败敌人，与弟弟麻贵有保境之功。俺答与明朝通和，麻锦招来塞外叛人归还的非常多。万历五年（1577年），擢升为山西总兵官。再改镇宣府，去世。麻氏多将才。人因此比为铁岭李氏，称之为“东李西麻”。